# Partito Nazionale (Siria)
Il Partito Nazionale (in arabo حزب الوطني‎? Ḥizb Al-Waṭanī) è stato un partito politico siriano fondato da Hashim al-Atassi nel 1947 per perfezionare il processo d'indipendenza dal Paese dopo il termine del Mandato.
Tra quanti s'erano impegnati nel Blocco Nazionale (dalle cui ceneri era nato il Partito Nazionale) figuravano il fondatore del Partito Nazionale, Hashim al-Atassi, Sa'dallah al-Jabiri, Lutfi al-Haffar, Jamil Mardam Bey, Shukri al-Quwwatli, Nasib al-Bakri, Ibrahim Hananu, Sultan al-Atrash, Faris al-Khuri, Saleh Ali, Faysal Najib e Sami al-Barudi.

## Iter costitutivo
La scissione del Blocco si era manifestata col crescere di due anime politiche, non proprio allineate quanto alle strategie da seguire.
Una, tendenzialmente pragmatica, era filo-britannica e filo-hashemita ed era guidata da Abd al-Rahman Shahbandar, e una determinata a far conseguire alla Siria una maggiore indipendenza, guidata da Shukri al-Quwwatli e Hashim al-Atassi.
La prima darà vita al Partito del Popolo, guidato da Rushdi Kikhya e Nazim al-Qudsi, l'altra al Partito Nazionale. condotto da Shukri al-Quwwatli, in cui spiccava la forte personalità di Jamil Mardam Bey.

## Scioglimento
Il partito, stretto tra i crescenti ideali nasseriani e ba'thisti, di fronte alla sia pur effimera costituzione della Repubblica Araba Unita (1958-1961), era fatalmente condannato a incidere assai poco nella vita politica del Paese, patendo la politica autoritaria di Nasser e, ancor più - al pari di quasi tutti i partiti politici arabi - dei suoi episodici legami con le masse. Il suo conseguente "rachitismo" partecipativo ne fece limitare l'azione, limitandolo a fungere quindi da mero strumento tattico per il conseguimento degli interessi politici, e talvolta personali. dei suoi leader.